# Quinto Inuma Alvarado

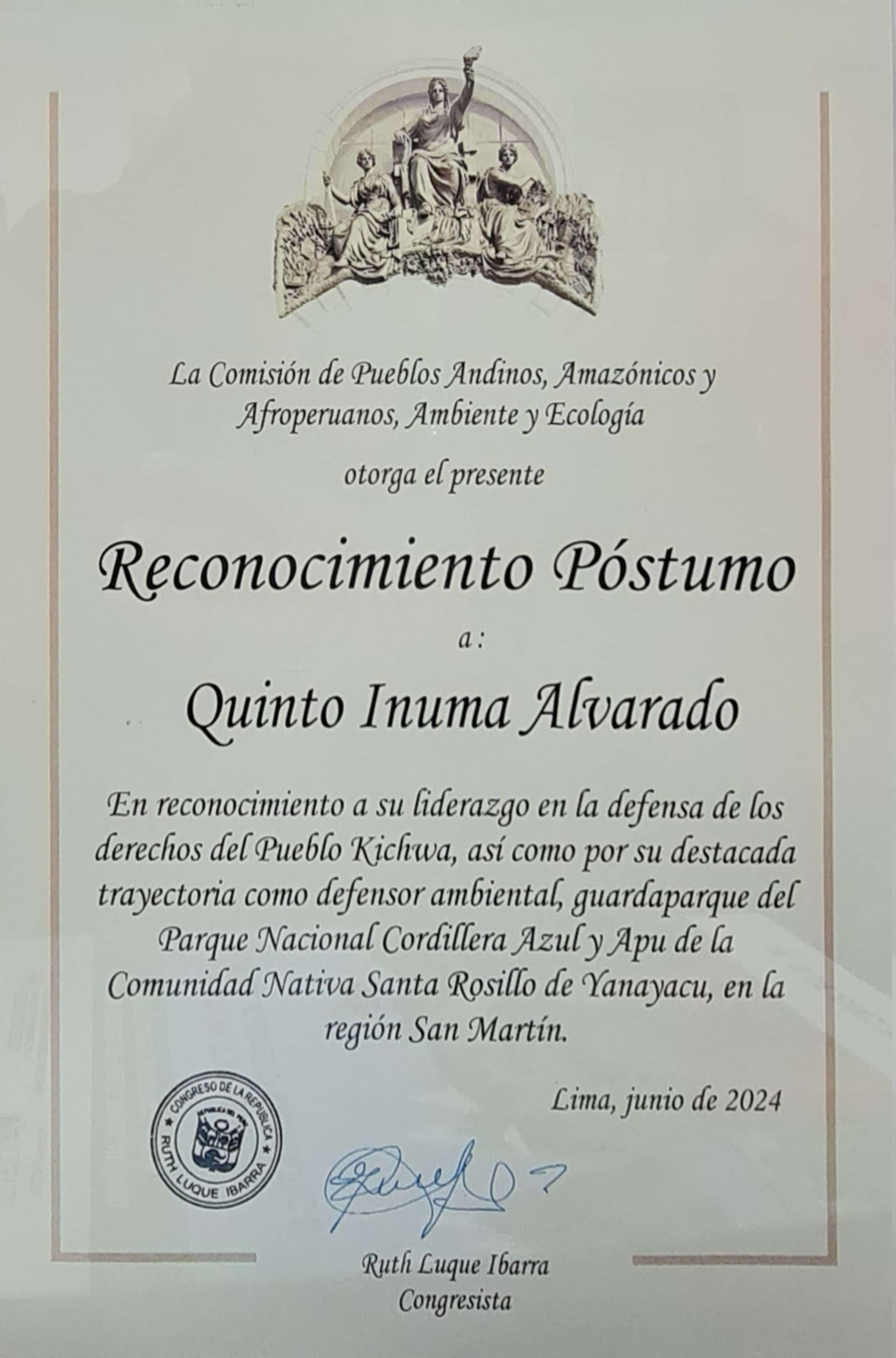

Quinto Inuma Alvarado (1973 - Huimbayoc, San Martín, 29 de noviembre de 2023) fue un líder indígena peruano del pueblo kichwa, apu de la comunidad nativa Santa Rosillo de Yanayacu, y uno de los principales defensores ambientales de la región San Martín. Fue uno de los denunciantes de la tala ilegal y el narcotráfico en la mancomunidad del Bajo Huallaga. Debido a sus acciones, el Estado Peruano asumió la responsabilidad de protegerlo, incorporándolo al Mecanismo Intersectorial para la Protección de las Personas Defensoras de Derechos Humanos. Este compromiso se formalizó mediante la Resolución Directoral n.° 003-2021-JUS/DGDH, la cual garantizaba su seguridad personal. Además, dicho mecanismo incluía la implementación de vigilancia policial para reforzar su resguardo, lamentablemente, estas medidas no se concretaron y quedaron solo plasmadas en documentos sin traducirse en acciones efectivas.
A lo largo de su vida, Quinto Inuma dedicó esfuerzos incansables a la lucha contra la depredación de la Amazonía en las tierras del pueblo kichwa, ubicadas en la mencionada región amazónica. Su compromiso principal fue la titulación colectiva de su comunidad y la preservación de los bosques primarios en la protección de los territorios indígenas. Resistiendo de manera decidida a invasores ilegales, narcotraficantes y taladores de madera. A pesar de los riesgos, durante al menos seis años, Inuma Alvarado se mantuvo firme en su labor, siendo objeto de amenazas debido a su valiente labor.

## Trayectoria
De 2006 a 2014, Quinto Inuma trabajó como guardaparque en el Servicio Nacional de Áreas Naturales Protegidas (SERNANP), en el Parque nacional Cordillera Azul.
En 2017, Quinto Inuma Alvarado asumió el cargo de vice apu junto a su hermano Manuel Inuma Alvarado, quien era el apu, en la comunidad de Santa Rosillo de Yanayacu. Fue en este periodo cuando comenzaron a recibir amenazas.
El dirigente Inuma Alvarado había denunciado repetidamente la tala indiscriminada de especies maderables en la zona de Huimbayoc, enfrentándose a amenazas y violencia. Este trágico evento sigue a un histórico de resistencia de la comunidad contra invasores ilegales, narcotraficantes y taladores de madera desde el 2017.
En julio del 2021 fue golpeado y amenazado de muerte precisamente por su labor en defensa de los bosques, luego de que representantes de la Fiscalía Provincial Especializada en Delitos de Tráfico Ilícito de Drogas de Tarapoto ingresaran al territorio comunal para atender la denuncia realizada contra taladores ilegales y cocaleros. Las amenazas y acciones dirigidas contra Quinto Inuma y su familia aumentaron considerablemente. El portal SERVINDI difundió imágenes que mostraban las heridas y golpes sufridos por Inuma a manos de cocaleros que fueron sorprendidos en el territorio de la comunidad. Como resultado, el líder se vio obligado a refugiarse en Tarapoto durante un tiempo, buscando proteger su seguridad y la de su entorno familiar. A pesar de los peligros que enfrentaba, Quinto Inuma decidió permanecer en su comunidad, enfrentando valientemente la defensa de sus tierras y los derechos de sus conciudadanos. En ese mismo año, un artículo publicado por Forest Peoples Program reveló la compleja situación que aún persiste para los comuneros de Santa Rosillo.
El 15 de noviembre de 2023, el líder indígena había denunciado ante la Fiscalía Penal Supraprovincial Especializada en Derechos Humanos e Interculturalidad, que moradores de la zona lo estaban amenazando, incluso llegaron a agredir a un indígena. Como medida de protección, se dispusieron garantías personales, aunque carecían de la protección real necesaria.
En su participación en un encuentro de defensores ambientales celebrado en Pucallpa del 23 al 27 de noviembre, una de las últimas declaraciones ofrecidas por el apu Inuma fue:

Retirarnos de la comunidad previno un atentado de muerte, pero nuestros hermanos están solos. Pedimos regresar para defender nuestra tierra. Si debo morir, moriré.
Quinto Inuma Alvarado

## Asesinato, reacciones e investigación
Quinto Inuma fue asesinado mientras retornaba de Pucallpa, donde participaba en un taller enfocado en la defensa del medio ambiente. En la compañía de su esposa e hijos, se vio sorprendido por agresores armados, recibiendo tres disparos que le segaron la vida. Kevin Inuma (su hijo mayor) despidió a su padre a las 3 a. m. del 29 de noviembre, iniciando su trayecto desde Tarapoto hacia el distrito de Huimbayoc, donde llegó a las 10 a. m. Posteriormente, se trasladó al centro poblado de San José de Yanayacu mediante otro medio de transporte, desde donde abordó un bote para retornar a su comunidad. En el transcurso del viaje, el apu estaba acompañado por su esposa, su segundo hijo Jeanpiere Inuma de 20 años, el vice apu Neiser Inuma y otros familiares, sumando un total de seis personas.
Sin embargo, faltando hora y media para llegar a la comunidad, fueron interceptados por sujetos encapuchados, a la altura de una quebrada conocida localmente como “bayada”. Estos individuos derribaron un árbol para bloquear el paso de la embarcación. Mientras, Inuma analizaba cómo sortear el obstáculo, recibió tres disparos que acabaron con su vida. En el momento del ataque, el apu se hallaba de pie porque era quien manejaba el bote. Los casquillos de las balas hirieron a otra pasajera, Alexina Barbarán Tapullima, en la pierna, parte del glúteo y costilla. Ella debió ser trasladada a caballo hasta la comunidad. Los demás ocupantes, quienes resultaron ilesos, hicieron lo mismo y lograron recuperar y llevar el cuerpo de Quinto.

### Reacciones
Tras el lamentable asesinato de Quinto Inuma, la Asociación Interétnica de Desarrollo de la Selva Peruana (AIDESEP) emitió un comunicado condenando enérgicamente el crimen y exigiendo al Estado Peruano la pronta captura y sanción de los responsables. Además, solicitó que se implementen mecanismos para garantizar la integridad de quienes protegen sus territorios ante mafias y organizaciones criminales. Sumándose a este llamado, la Coordinadora de Desarrollo y Defensa de los Pueblos Indígenas de la región San Martín (CODEPISAM) también se pronunció, destacando que Inuma buscó ayuda de entidades estatales para enfrentar las constantes amenazas contra su vida, obtener la titulación de la comunidad y detener las actividades ilegales que afectaban la región.
Marisol García Apagueño, quien se desempeña como presidenta en la Federación de Pueblos Indígenas Kechua Chazuta Amazonas (FEPIKECHA), emitió sus declaraciones con respecto al trágico asesinato del líder indígena de su comunidad.

La muerte de nuestro líder que luchaba por la titularidad de su territorio no debe quedar impune. El Ministerio Público debe investigar y sancionar a los culpables, y el gobierno debe dar seguridad jurídica a nuestra comunidad.
La comunidad nativa Santa Rosillo de Yanayacu viene solicitando desde hace muchos años que el Bajo Huallaga sea declarado en emergencia ante el incremento del narcotráfico que viene afectando gravemente los derechos de los pueblos indígenas.
Marisol García Apagueño

Además de organizaciones indígenas y civiles, la Oficina del Alto Comisionado de las Naciones Unidas para los Derechos Humanos (OACNUDH) también expresó su condena al crimen de Quinto Inuma.

Condenamos el asesinato del defensor y apu Quinto Inuma. Expresamos condolencias a la familia y a la comunidad nativa Santa Rosillo de Yanayacu. Llamamos a las autoridades a garantizar una investigación pronta de los hechos.
OACNUDH Perú

### Investigación
La investigación del asesinato está a cargo de la Fiscalía Especializada en Materia Ambiental del Alto Amazonas y la fiscal provincial a cargo es Berta Rengifo Vásquez.
El 12 de febrero de 2023 en la Tercera Fiscalía Supraprovincial contra la Criminalidad Organizada, Genix Saboya Saboya, uno de los sicarios que asesinó a Quinto Inuma Alvarado declaró que le disparó con una escopeta por la espalda y que recibó 1000 soles de Segundo Villalobos Guevara, involucrado en la tala ilegal. Quinto Inuma había denunciado a Segundo Villalobos por tala ilegal en el territorio de Santa Rosillo de Yanayacu. Asimismo, Genix Saboya también dio el nombre de Belustiano Saboya Pisco, tío de Genix, quien le dio el tiro de gracia en la cabeza al Inuma.

## Reconocimiento Póstumo
En el Hatun Tupanakuy por la Justicia Climática, celebrado en Cusco los días 14 y 15 de junio, la congresista Ruth Luque, presidenta de la Comisión de Pueblos Andinos, Amazónicos, Afroperuanos, Ambiente y Ecología, rindió homenaje póstumo a varios líderes ambientales. En un emotivo acto, Luque entregó el reconocimiento póstumo a Quinto Inuma, destacando su legado y su contribución significativa a la causa ambiental, a través de su hijo, Kevin Inuma.